# Pilolabus caestinus
Pilolabus caestinus is een keversoort uit de familie bladrolkevers (Attelabidae). De wetenschappelijke naam van de soort werd in 1994 gepubliceerd door Hamilton.